# Estadio Kléber Andrade
El Estadio Kléber Andrade, también conocido como Estadio Kléber José Andrade, es un estadio multiusos ubicado en el municipio de Cariacica, en la zona metropolitana de la ciudad de Vitória, Espírito Santo, Brasil. Construido en 1983, tiene una capacidad para 21 150 personas y es el campo de juego del Rio Branco Atlético Clube, que juega en la Serie D de Brasil.  
El estadio, originalmente inaugurado en 1983, lleva el nombre de Kleber José de Andrade, empresario y expresidente del Rio Branco AC, principal impulsor de la construcción de un estadio para el club.

## Historia
En la década de 1970, el Rio Branco AC había clausurado su estadio, el Estádio Governador Bley, que tenía una capacidad máxima de aproximadamente 15.000 personas. La construcción del nuevo estadio comenzó poco después.
En 1983 finalizaron las obras del Estádio Kléber Andrade. El partido inaugural se jugó el 7 de septiembre de ese año, cuando Rio Branco venció al Guarapari EC por 3-2. El primer gol del estadio lo marcó Arildo Ratão de Rio Branco.
El récord de asistencia al estadio se sitúa actualmente en 32.328 espectadores, alcanzado el 21 de septiembre de 1986, cuando Rio Branco venció al Vasco da Gama en un partido por el campeonato brasileño por 1-0. Algunas fuentes sostienen que en realidad había alrededor de 50.000 personas en el estadio.
En 2008, el estadio fue vendido por aproximadamente 7 millones de reales al gobierno del Estado de Espírito Santo, debido al gran número de deudas del club y la imposibilidad del mismo de administrarlo. El Gobierno Estadual inicio en febrero de 2010 los planes para la reconstrucción del estadio, las obras del nuevo recinto comenzaron el 6 de marzo de 2010 y fueron entregadas en junio de 2014.
El estadio fue reinaugurado el 3 de junio de 2014 y fue utilizado por el equipo nacional de Camerún para sus entrenamientos durante la Copa del Mundo de 2014.También se utilizó como una de las cuatro sedes de la Copa Mundial Sub-17 de la FIFA 2019.

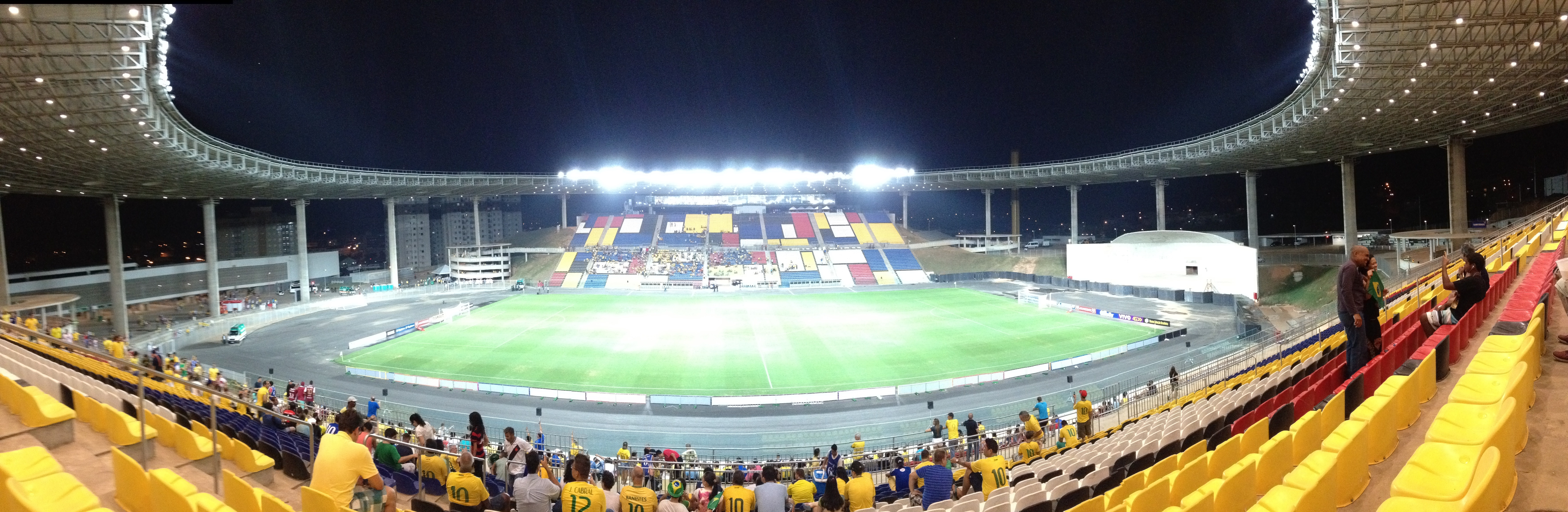
Panorámica del estadio.